# Chœur John Alldis
Le Chœur John Alldis (John Alldis Choir en anglais) est un ancien chœur britannique, basé à Londres, fondé en 1962 par John Alldis.

## Historique
Fondé en 1962 par John Alldis, le Chœur John Alldis est composé de seize choristes professionnels,.
Actif plusieurs années, l'ensemble est réputé dans un large répertoire, en particulier dans le domaine de la musique contemporaine. Il a notamment enregistré l'intégrale des œuvres pour chœur d'Anton Webern sous la direction de Pierre Boulez, ainsi que des partitions d'Arnold Schönberg, György Ligeti, Igor Stravinsky, Sylvano Bussotti et Edgard Varèse. Dans un autre domaine, le chœur crée et enregistre en 1970 l'album de Pink Floyd Atom Heart Mother.
En concert, il défend également de jeunes compositeurs tels David Bedford et Michael Finnissy.
Au disque, entre 1968 et la fin des années 1970, le Chœur John Alldis est très actif en studio et participe pour RCA et Decca à des enregistrements d'opéras, complétant son effectif en fonction des demandes des producteurs et des chefs d'orchestre.

## Créations
Le Chœur John Alldis est le créateur de plusieurs œuvres, notamment de Harrison Birtwistle (Narration : A Description of the Passig of a Year, 1964 ; ... agm ..., 1979 ; On the Sheer Threshold of the Night, 1980). 
L'ensemble crée également A Little Cantata of Proverbs d'Alexander Goehr et Symphony for Voices de Malcolm Williamson, en 1962, et participe à la première audition européenne en 1967 de Requiem Canticles (en) de Stravinsky, sous la direction de Pierre Boulez. 